# Palais de justice de Limeray
Le palais de justice de Limeray est un bâtiment servant de salle d'audience de la prévôté dans la commune de Limeray,  département français d'Indre-et-Loire.
Le bâtiment est inscrit au titre des monuments historiques en 1968.

## Histoire
Le bâtiment connaît au moins cinq phases de construction et de modification dont les datations sont parfois difficiles à établir mais qui pourraient s'échelonner de la fin du XIIIe siècle ou du début du XIVe siècle pour la phase initiale d'édification au XXe siècle pour les plus récents remaniements,.
La datation relative de ces phases est plus discernable. La première phase correspond à la construction initiale. Dans la deuxième, un mur de rend sépare le tiers arrière du reste de l'édifice. Au cours de la troisième, des planchers séparent le rez-de-chaussée d'un étage. La toiture du bâtiment est rabaissée au niveau du plancher de l'étage qui est détruit, ce qui constitue la quatrième phase. Enfin, la cinquième phase voit la destruction partielle de la partie arrière de l'édifice.
L'édifice est inscrit au titre des monuments historiques par arrêté du 24 avril 1968.

## Architecture

Plan au sol.

La description architecturale de l'édifice repose rincipalement sur une étude du bâti réallisée en 1997. Cette étude n'est toutefois pas complète en raison de la difficulté d'accès à certaines parties du bâtiment (éclairage insuffisant, matériel agricole entreposé).
Au XXIe siècle, le palais de justice de Limeray se présente sous la forme d'un long bâtiment de plan trapézoïdal orienté du nord-est au sud-ouest, qu'un mur de refend divise en deux espaces de taille inégale, une grande salle occupant les trois quarts de la surface, côté façade sur rue. La construction de cette façade, en biais, est sans doute un parti pris des architectes : cette disposition permet de gagner 3 m de largeur de façade par rapport à une disposition perpendiculaire à l'axe de bâtiment, ce qui renforce sa monumentalité.
Les murs gouttereaux sont composés de petit appareil de tuffeau renforcé de blocs de grand appareil aux angles.

### Grande salle
Cette salle est accessible par deux portes (une porte cochère et une porte plus étroite) percées dans le mur de façade. Deux baies s'ouvrent de part et d'autre mais l'une d'elles est murée. Toutes ces ouvertures sont voûtées en arc brisé. Au niveau supérieur, des vestiges de baies avec des colonnettes surmontées de chapiteaux sont encore visibles ; les linteaux manquent.
Aucun indice de cloisonnement interne n'est décelable ; seul un mur de refend percé d'une porte sépare cette grande salle de l'espace situé au nord-ouest. La salle a presque toujours été dotée d'un étage, dont le niveau a évolué mais la question de l'accès à cet étage avant la construction d'un escalier moderne en métal et bois n'est pas résolue.
À l'intérieur de cette salle, deux structures restent visibles dans le mur sud. L'une est une cheminée, l'autre pourrait être une chaire pour le prévôt, mais cette hypothèse reste fragile.

### Petite salle
Cette partie du bâtiment est désormais à ciel ouvert.
Un puits ménagé dans l'épaisseur du mur sud est accessible de l'intérieur comme de l'extérieur. Une double porte en bois ferme la cavité. Des traces de décors (peinture gris-bleu et fleurs de lys rouges) sont mis en évidence, en place ou sur des matériaux de démolition. À l'étage, c'est la présence d'un évier qui est attestée.

## Fonction
En l'absence de mentions précises dans des sources écrites, au moins deux possibilités peuvent être proposées concernant la fonction du bâtiment, en comparant ses caractéristiques architecturales avec celles d'autres édifices à l'affectation connue.
L'hypothèse d'une maison polyvalente associant un commerce au rez-de-chaussée et un logis à l'étage n'est pas privilégiée malgré la forme de l'édifice et la distribution de ses espaces.
Il est plus vraisemblable qu'il s'agisse d'un bâtiment à fonction judiciaire, avec une salle des audiences au rez-de-chaussée et une salle des délibérations à l'étage, la partie arrière étant occupée par le logis du prévôt.
À la fin du XVIIIe siècle, la justice n'est plus rendue à Limeray mais à Amboise ; la salle de justice n'a plus de raison d'être et elle est transformée en grange alors qu'à l'arrière le logis devient indépendant.

## Pour en savoir plus